# 张玉麟 (1941年)
张玉麟（1941年8月—），男，汉族，江苏丹阳人，中华人民共和国政治人物，曾任河南省工商业联合会会长，河南省政协副主席，全国政协第九、十届委员。